# George Loddiges
George Loddiges (12 de marzo de 1784, Hackney, Londres - 5 de junio de 1846, ibíd) fue un ornitólogo, botánico y horticulturista británico.

## Biografía
Hijo de Conrad Loddiges (v. 1738-1826) y dirige con su hermano, William Loddiges (v. 1776-1849), un invernáculo familiar.
De 1817 a 1833 dirige la revista Botanical Cabinet creada por su padre.
En 1821 es miembro de la Sociedad linneana de Londres. Loddiges publica en 1842 Orchideae in Collection of Conrad Loddiges & Sons.
Taxidermista, hace comercio de especímenes de historia natural y se especializa en los colibríes.

## Honores
John Lindley (1799-1865) le dedica en 1833 la especie Acropera loddigesii de la familia botánica de las Orchidaceae.
Charles Lucien Bonaparte (1803-1857) le dedica el género Loddigesia en 1850.
- La abreviatura «G.Lodd.» se emplea para indicar a George Loddiges como autoridad en la descripción y clasificación científica de los vegetales.[1]